# XIV edició de la Mostra de València
La XIV edició de la Mostra de València, coneguda oficialment com a XIV Mostra de València - Cinema del Mediterrani, va tenir lloc entre el 30 de setembre i el 6 d'octubre de 1993 a València. Les projeccions es van fer a les sis sales dels Cines Martí de València. Es van projectar un total de 47 pel·lícules: 13 a la secció oficial, 8 a la secció informativa, 6 de l'homenatge a Lucia Bosè, 1 de l'homenatge a Carlo Rambaldi, 7 de l'homenatge a Luis Ciges, 8 del Cicle Péplum i 4 al cicle Homenatges. El cartell d'aquesta edició seria fet per Mique Beltrán i el pressupost fou de 175 milions de pessetes.
La gala d'inauguració fou presentada pels actors Carme Conesa i Jesús Cisneros amb la ministra de cultura Carmen Alborch i l'homenatjada Lucia Bosè i es va projectar ¡Dispara! de Carlos Saura. Hi van assistir el director i la protagonista, Francesca Neri, però no el protagonista, Antonio Banderas, que era rodant als Estats Units. També hi van assistir Gina Lollobrigida, Sara Montiel, Sergio Castellitto, Paola i Lucía Dominguín, Emma Penella i Luis Ciges.

## II Congrés Internacional de Música al Cinema
Alhora s'hi va celebrar el II Congrés Internacional de Música la Cinema, en el que es volia reconèixer el paper de la música al cinema. Fou nomenat president honorífic l'espanyol Joaquín Rodrigo, es va retre homenatge a José Iturbi i Jerome Moross i es va programar un concert interpretat per l'Orquestra de València, dirigida per Lalo Schifrin, al Palau de la Música de València. Hi participarien, entre d'altres, Wojciech Kilar, Philippe Sarde, Carlo Savina, Carlo Rustichelli i Antoine Duhamel, entre d'altres.

## Pel·lícules exhibides

### Secció oficial
- Errances de Djafar Damardji [6]
- Priča iz Hrvatske de Krsto Papić
- Zalaza a'la al tariq de Mohamed Kalyyoubi
- El hombre de la nevera de Vicent Tamarit
- Les histoires d'amour finissent mal... en général d'Anne Fontaine
- Cible émouvante de Pierre Salvadori
- To pethameno liker de Giorgos Karypidis
- Kufsa Sh'hora de Yeud Levanon
- Il grande cocomero de Francesca Archibugi
- O Miradouro da Lua de Jorge António
- Al-Lail de Mohammad Malas
- Le vent des destins d'Ahmed Djemai
- İki Kadın de Yavuz Özkan

### Secció informativa
- Fanfan d'Alexandre Jardin
- Travolta et moi de Patricia Mazuy
- Il lungo silenzio de Margarethe von Trotta
- Jona che visse nella balena de Roberto Faenza
- Aqui d'El Rei! d'António-Pedro Vasconcelos

### Homenatges i retrospectives
a Carlo Rambaldi
- Rex Kyōryū Monogatari de Haruki Kadokawa

a Luis Ciges
- El bosque animado (1987) de José Luis Cuerda
- Patrimonio nacional (1981) de Luis García Berlanga
- Laberinto de pasiones (1982) de Pedro Almodóvar

a Lucia Bosè
- Muerte de un ciclista (1955) de Juan Antonio Bardem
- Cronaca di un amore (1950) de Michelangelo Antonioni
- La signora senza camelie (1953) de Michelangelo Antonioni
- Sotto il segno dello scorpione (1969) dels germans Taviani
- Ceremonia sangrienta (1973) de Jordi Grau i Solà
- Satiricó (1969) de Federico Fellini.

al Peplum
- Ulisses (1954) de Mario Camerini
- Le fatiche di Ercole (1958) de Pietro Francisci
- Maciste a l'infern (1962) de Riccardo Freda

Homenatges
- El Quijote de Miguel de Cervantes (1992) a Emiliano Piedra Miana
- El extraño viaje (1964) al fotògraf José Fernández Aguayo
- Plácido (1961) al muntador José Antonio Rojo Paredes
- El último cuplé (1957) al decorador Sigfrido Burmann

## Jurat
Fou nomenat president del jurat el director italià Giuliano Montaldo i la resta de membres foren l'actor francès Vernon Dobtcheff, el productor israelià Dagan Price, el director tunisià Férid Boughedir i les actrius espanyoles María Luisa San José i Icíar Bollaín.

## Premis
- Palmera d'Or (2.000.000 pessetes): Il grande cocomero de Francesca Archibugi [7][8]
- Palmera de Plata (800.000 pessetes) i menció a la millor fotografia: Al-Lail de Mohammad Malas
- Palmera de Bronze (500.000 pessetes): Les histoires d'amour finissent mal... en général d'Anne Fontaine
- Menció a la millor interpretació femenina: Alicia Hermida per El hombre de la nevera de Vicent Tamarit
- Menció a la millor interpretació masculina: Sergio Castellitto per Il grande cocomero de Francesca Archibugi
- Menció a la millor música: Nikos Kypurgos per To pethameno liker de Giorgos Karypidis